# Errol Thompson
Pour le joueur de hockey sur glace, voir Errol Thompson (hockey sur glace).
 (avril 2016).
Si vous disposez d'ouvrages ou d'articles de référence ou si vous connaissez des sites web de qualité traitant du thème abordé ici, merci de compléter l'article en donnant les références utiles à sa vérifiabilité et en les liant à la section « Notes et références ».
Errol « ET » Thompson est un ingénieur du son jamaïcain, né le 29 décembre 1948 à Kingston, et mort le 14 novembre 2004.
Errol Thompson était considéré comme un des meilleurs ingénieurs du son jamaïcains, et sa collaboration avec Joe Gibbs a donné naissance non seulement à plus de 100 hits, mais également à des classiques du reggae, avec des artistes comme Peter Tosh, Culture, Dennis Brown, Black Uhuru et the Mighty Diamonds.